# Městský stadion – Vítkovice Aréna
Das Městský stadion (deutsch Städtisches Stadion) im Stadtteil Vítkovice der tschechischen Statutarstadt Ostrava ist ein Fußballstadion mit Leichtathletikanlage, welches hauptsächlich für Fußballspiele genutzt wird. Das Stadion wurde 1939 eröffnet und bietet seit dem 2015 abgeschlossenen Umbau 15.123 überdachte Sitzplätze.
Es war, bis zu seiner Auflösung im Jahr 2012, die Heimstätte des Fußballvereins FC Vítkovice. Seit 2013 ist der Nachfolgerverein MFK Vítkovice im städtischen Stadion ansässig. Seit der Saison 2015/16 ist der Fußballclub FC Baník Ostrava in der Anlage beheimatet, da das alte Stadion Bazaly von 1959 abgerissen wird.
Darüber hinaus beherbergt es seit 1961 das Leichtathletik-Meeting Ostrava Golden Spike (tschechisch Zlatá tretra Ostrava), das zur IAAF World Challenge gehört. Auch andere internationale Leichtathletikwettkämpfe wie die Leichtathletik-U23-Europameisterschaften 2011 und die Leichtathletik-Jugendweltmeisterschaften 2007 fanden in ihm statt. 2018 war das städtische Stadion Austragungsort des Leichtathletik-Continentalcups.
Hinter der Haupttribüne befindet sich ein Fußballfeld aus Kunstrasen, welches von einer weiteren Leichtathletikanlage umschlossen wird. Daneben liegen die Anlagen für die Wurfdisziplinen. Des Weiteren gehört im Bereich hinter der Gegengeraden unter anderem eine Tennisanlage, ein Beachvolleyballfeld und ein Parkplatz.
Rund 500 Meter westlich des Stadions befindet sich die Mehrzweckhalle Ostravar Aréna, in der die Eishockeymannschaft des HC Vítkovice Steel ihre Spiele austrägt.